# نادي أوكلاند
نادي أوكلاند لكرة القدم، المعروف باسم أوكلاند إف سي، هو نادٍ محترف لكرة القدم من مدينة أوكلاند بنيوزيلندا، ويشارك في دوري الرجال الأسترالي (بالإنجليزية: A-League Men)، وهو أعلى مستوى لكرة القدم في أستراليا. تأسس النادي في 14 مارس 2024، ويعمل بترخيص من رابطة الدوريات الأسترالية للمحترفين. ملعب النادي الرئيسي هو ملعب ماونت سمارت ويقع في منطقة بينروز.
تم منح أوكلاند ترخيص المشاركة في الدوري في نوفمبر 2023 تحت ملكية رجل الأعمال الأمريكي بيل فولي، وذلك ضمن المرحلة الثالثة من توسيع المنافسة. وحقق النادي نجاحاً مبكراً بفوزه بلقب الدوري المنتظم لموسم 2024–25، ليصبح ثاني نادٍ من فرق التوسع يحقق هذا اللقب في موسمه الأول، بعد فريق وسترن سيدني واندررز في موسم 2012–13.
المنافس الرئيسي للنادي هو ويلينغتون فينيكس، وهو نادٍ نيوزيلندي آخر، وتُعرف مواجهاتهما بديربي نيوزيلندا. وقد فاز أوكلاند إف سي بجميع المواجهات الثلاث التي جمعته بويلينغتون فينيكس في موسمه الأول، وكان أبرزها فوزه الساحق بنتيجة 6–1 أمام جمهور قياسي لمباراة موسم عادي بلغ عدده 27,009 متفرجًا في ملعب ماونت سمارت.
رغم أن أوكلاند إف سي يشارك في الدوري الأسترالي رفقة ويلينغتون فينيكس إلا أنه ليس بإمكانهما المشاركة في مسابقات الاتحاد الآسيوي لكرة القدم بسبب انتمائهما لنيوزيلندا والتي ليست عضوة في الاتحاد.